# Najat El Garaa
Najat El Garaa, (tiếng Ả Rập: نجاة الكرعة), là một vận động viên Paralympic đến từ Maroc thi đấu chủ yếu trong các sự kiện ném đĩa F40.

## Tiểu sử
El Garaa đã tham dự Paralympics mùa hè 2008 tại Bắc Kinh, Trung Quốc. Ở đó, cô đã giành được huy chương đồng trong sự kiện ném đĩa F40 của phụ nữ.
Sau đó, cô đã tham dự Paralympic Mùa hè 2012 tại London, nơi cô đã giành được huy chương vàng trong sự kiện ném đĩa F40 của phụ nữ. El Garaa đã lập kỷ lục thế giới mới 32,37 mét.
El Garaa đã được tuyên bố là vận động viên thể thao Ma-rốc của năm 2012 và cũng đã giành giải thưởng thể thao sáng tạo của Sheikh Mohamed Bin Rashid Al Maktoum.